# Новодевичье (Мордовия)
Новоде́вичье — село, центр сельской администрации в Ельниковском районе Мордовии.

## География
Расположено на р. Варме, в 9 км от районного центра и 96 км от железнодорожной станции Ковылкино.
Основано переселенцами из с. Девичье (ныне с. Стародевичье).
В 1866 году была построена деревенская церковь в честь Покрова Пресвятой Богородицы.
В «Списке населённых мест Пензенской губернии» (1869) Новодевичье (Девиченский Выселок) — деревня из 121 двора (830 чел.) Краснослободского уезда.
По переписи 1933 г., в селе было 319 хозяйств (1642 чел.).
В 1927 году было образовано сельскохозяйственное кредитное товарищество (руководитель — В. И. Лазин), в конце 1929 г. — колхоз «Красная звезда», в 1930 г. — «Памяти Крупской», в 1950-е гг. — «Боевик», «Восход», с 2000 г. — СХПК (животноводческие направления).

## Население
| 1869 | 1933  | 2001 | 2002 | 2010 |
| ---- | ----- | ---- | ---- | ---- |
| 830  | ↗1642 | ↘337 | ↘294 | ↘268 |

Население 337 чел. (2001), преимущественно русские.

## Инфраструктура
Хлебозавод, основная школа, библиотека, Дом культуры, 2-этажный интернат, медпункт, 2 магазина, отделение связи;

## Памятники
Мемориальный комплекс в честь 200 земляков, погибших в годы Великой Отечественной войны.

## Люди, связанные с селом
Родина одного из первых руководителей Советов в районе Г. Т. Ширчкова, заслуженных работников сельского хозяйства МАССР М. Я. Алексашина, Д. Т. Варжина, участников Гражданской войны И. Н. Галкина, Т. О. Варжина, И. Н. Котина. Участника Великой Отечественной войны Т. П. Голенкова.

## Достопримечательности
Возле села Новодевичье — селище 1-го тыс. до н. э.

## Источник
- Энциклопедия Мордовия, М. Е. Митрофанова.